# Stilihon
Flavije Stilihon (Flavius Stilicho, Stilico) (oko 359. – 408.) bio je visokopozicionirani general (magister militum) koji je neko vrijeme bio najmoćnijim čovjekom u Zapadnom Rimskom Carstvu. Bio je polubarbarskog podrijetla. Bio je polovicom Vandal, sin Vandala i Rimljanke. Bio je oženjen za nećakinju cara Teodozija I.
Germanska plemena koja su tih vremena bila naseljena oko rimskog limesa nastojala su prijeći na drugu stranu i stupiti u službu Carstva, a ne ga osvojiti ili pretvoriti u novo carstvo. Do 4. st. već su mnogi Germani bili naseljeni na području Carstva te su uglavnom vršili vojničke ili poljoprivredne poslove. Uskoro je priljev germanskog življa bivao sve veći, a samim time su i dobivali značajnije funkcije. Tako su neki postali najznačajniji rimski vojskovođe kasne antike, među njima i Stilihon. 
Situaciju je naglo promijenila iznenadna navala Huna. Taj je narod bio, nakon rata u Kini, istisnut iz podjele plijena. Zbog svog nomadskog karaktera okreću se na zapad, sakupljajući vojsku poput kotrljajuće grude snijega. Oko 375. godine prolaze Vrata Europe i napadaju Ostrogote. Ostrogoti, zatečeni i preplašeni izgledom nomadskih stočara, doživljavaju pravu katastrofu - većina ih je bila porobljena, a fragmenti odbačeni na istok do Panonije. Uplašeni Vizigoti povlače se južno do dunavskog limesa i od rimskog cara zahtijevaju prelaz na teritorij Carstva. Car Valens im je to i odobrio 376. godine. Broj Vizigota se procjenjuje na 50000 ljudi. Već sljedeće godine Vizigoti se bune: tražili su bolje zemljište od brdovita tla na kojem su bili naseljeni. Vjerojatno su bili i maltretirani od rimskih vojnika i sakupljača poreza. U velikoj bitci s pobunjenicima 378. godine kod Hadrianopolisa pogiba sam car Valens. Njegov nasljednik Teodozije 382. godine Vizigotima dopušta da se nasele u Meziju. Nakon što je izgledalo da su se kratkotrajno primirili, pljačkaju Atiku i Peloponez. 
Tada je nastupio Stilihon. Odbacio ih je s mora u Epir. Teodozijev sin i istočni car Arkadije daje vizigotskom kralju Alariku pravo naseljavanja u Iliriku i daje mu naslov vojnog upravitelja Ilirika. 
Kada je došao na vlast 395. car Honorije bio je još dijete, pa mu je zbog toga car Teodozije imenovao vojnog zapovjednika Stilihona, sina Rimljanke i Vandala, za tutora. To je bio vrhunac germanskog napretka u službi u Rimu.
Gota Alarika je privlačila blizina Italije - 401. i 402. godine napadaju sjever Italije, no uspješno Gote opet odbacuje Stilihon. 
Kad je pala granica na Rajni: 406. je došlo do upada Vandala, Sveva i iranskih Alana (koji su bili u bijegu od Huna) u sjevernu Galiju, franački federati su im se suprotstavili, ali su bili potučeni. Honorije je stoga 408. dao ubiti svog savjetnika i vojnog zapovjednika Stilihona uplašen njegovom moći, jer je Stilihon zapravo držao stvarnu vlast.
Gotski kralj Alarik iskoristio je osjetljivi politički trenutak te je nastupio kao osvetnik Stilihona. Pridružio mu se dio njegovih trupa. 410. godine ušao je u Rim i opljačkao ga.